# 폭로 (드라마)
《폭로》는 2006년 5월 27일에 MBC에서 방영한 베스트극장이다.

## 등장 인물

### 주요 인물
- 정재곤 : 이현규 역 - 시사 프로그램 PD
- 지성원 : 윤선우 역 - 푸른시민연맹의 비리 제보자
- 김용건 : 박한영 역 - 푸른시민연맹 대표

### 그 외 인물
- 송기윤
- 신귀식
- 김정국
- 김인수
- 조현숙
- 정한헌
- 손동운
- 최재호
- 송영웅
- 최항석
- 유식
- 최재형
- 오상훈
- 최수연
- 김승현
- 박형한
- 서라헬
- 박지언